# ليمان لامب
ليمان لامب (بالإنجليزية: Lyman Lamb)‏ هو لاعب كرة قاعدة أمريكي، ولد في 17 مارس 1895 في لنكن في الولايات المتحدة، وتوفي في 5 أكتوبر 1955 في فايتفيل في الولايات المتحدة.

## وصلات خارجية
- ليمان لامب على موقعبيزبول رفرنس.كوم (الدوري الرئيسي) (الإنجليزية)
- ليمان لامب على موقعبيزبول رفرنس.كوم (الدوري الثانوي) (الإنجليزية)
- ليمان لامب على موقع جمعية أبحاث البيسبول الأمريكية (الإنجليزية)